# Whichford
Whichford – wieś w Anglii, w hrabstwie Warwickshire, w dystrykcie Stratford-on-Avon. Leży 31 km na południe od miasta Warwick i 113 km na północny zachód od Londynu.